# Польская крестьянская партия
«Польская крестьянская партия» (пол. Polskie Stronnictwo Ludowe, сокращенно PSL, в дословном переводе — «Польская народная партия») — польская либерально-консервативная политическая партия. Основана в 1895 году, что делает её старейшей в Польше политической партией, в современном виде была образована 5 мая 1990 года. Входит в Европейскую народную партию.
В начале 2023 года заключила новый коалиционный договор с Польшей 2050 Шимона Холовни, создав коалицию Третьего пути. После выборов 2023 года формирует коалиционное третье правительство Дональда Туска.

## История

### Истоки
Истоки партии восходят к Польской крестьянской партии Галиции, основанной в конце 19 века в Жешуве польскими националистами и левой интеллигенцией. Идеология партии основывалась на идее создания независимого польского государства. В 1897 году члены партии стали первыми представителями крестьянского населения в Рейхсрате.
В 1913 году в партии произошел раскол, в результате которого появились Польская крестьянская партия «Пяст» и Польская крестьянская партия — левица.
В 1915 году в результате слияния Национального крестьянского союза, Крестьянского союза и группы «Zaranie» была основана новая партия. Первоначально она получила название Польская крестьянская партия Королевства Польского, чтобы избежать путаницы с Польской крестьянской партией Галиции. В 1918 году партия была переименована в Польскую крестьянскую партию «Освобождение».
В 1931 году PSL «Пяст» и Крестьянская партия объединились, основав Стронництво людове. Символом партии стал четырёхлистный клевер, ставший эмблемой всех последующих польских «стронництв людовых» («крестьянских партий»).
В годы второй мировой войны члены Крестьянской партии организовывали партизанские отряды и основали в Лондоне Правительство Польши в изгнании, которое в 1943 году возглавил лидер партии Станислав Миколайчик.

### Польская Народная Республика
После создания Польской Народной Республики, власть в которой получили коммунисты во главе с Болеславом Берутом, поддерживаемые СССР, Крестьянская партия осталась единственной крупной легальной оппозиционной силой. Остальные политические партии либо перешли на сторону властей, либо были загнаны в подполье.
В 1946 году в партии произошел раскол, в результате которого вышедшими из Крестьянской партии членами была создана Польская крестьянская партия «Новое Освобождение».
На парламентских выборах 1947 года Крестьянская партия получила 28 мест в Законодательном сейме. После выборов многие члены партии эмигрировали, остальные создали прокоммунистическую и лояльную властям Объединённую крестьянскую партию.

### После 1989
В 1989 году лидер Объединённой крестьянской партии Роман Малиновский заключил союз с Лехом Валенсой, в результате чего правящая ПОРП потеряла абсолютное большинство в парламенте, что позволило сформировать демократическое правительство Тадеуша Мазовецкого.
5 мая 1990 на совместном съезде Польской крестьянской партией «Возрождение» и Польской крестьянской партией (Вилянув) была создана современная Польская крестьянская партия. Председателем новообразованной партии стал Роман Ягелинский.
На свободных парламентских выборах 1993 года кандидаты от PSL получили 15,4 % голосов. Партия получила 132 места в Сейме и 36 в Сенате, Маршалом которого стал член Польской крестьянской партии Адам Струзик. Польская крестьянская партия сформировала в парламенте правящую коалицию с Союзом демократических левых сил.
На парламентских выборах 1997 года партия получила всего 7,3 % голосов и 32 места в Сейме. Лидер партии Вальдемар Павляк был вынужден уйти в отставку.

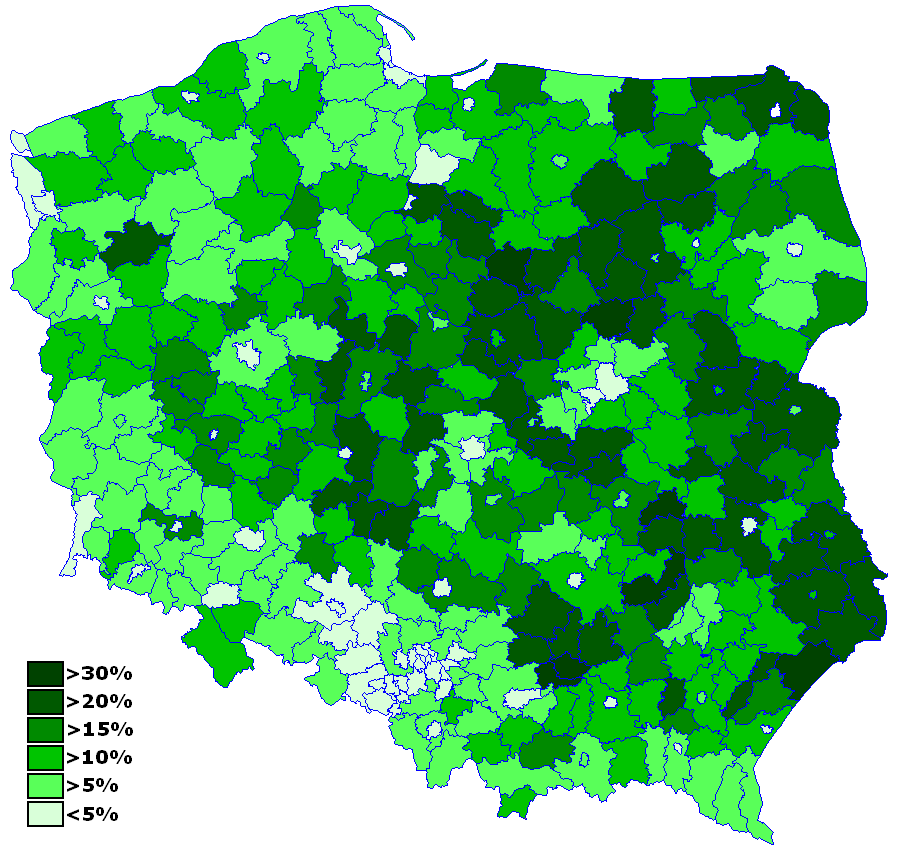
Результаты Польской крестьянской партии на парламентских выборах в 2007 году

С 2001 года Польская крестьянская партия несколько раз переходила из правящей коалиции в оппозицию и обратно.
На выборах 2007 года партия набрала 1,4 млн голосов (или 8,9 %) и получила 31 место в Сейме. Вошла в правящую коалицию с Гражданской платформой.
На выборах 2011 года партия получила 8,36 % голосов избирателей (28 мест в Сейме) и получила 2 места в Сенате.
На парламентских выборах 2015 года PSL получила 5,13 % голосов в Сейме, получив 16 мест. Это был наихудший результат партии на парламентских выборах за всю историю. В Сенате партия получила всего 1 место. 7 ноября того же года Януш Пехоцинский ушел с поста председателя партии, а новым лидером был избран Владислав Косиняк-Камыш. После восьми лет в правящей коалиции PSL перешла в оппозицию правительству Права и Справедливости.
Кандидатом от партии на президентских выборах 2015 года стал маршал Свентокшиского воеводства Адам Ярубас. Он занял 6-е место из 11 кандидатов, набрав 238 761 (1,6 % голосов). Перед вторым туром PSL поддержала Бронислава Коморовского.
На местных выборах 2018 года PSL получила 12,07 % голосов на выборах в воеводские сеймики, что равняется 70 местам. Это был 3-й результат по стране.
На Выборах в Европарламент в 2019 Польская крестьянская партия входила в состав Европейской коалиции.
4 июля 2019 для участия в будущих выборах была создана Польская коалиция и парламентская фракция Польская крестьянская партия — Польская коалиция в Сейме, состоящая из Польской крестьянской партии, Унии европейских демократов, нескольких бывших членов Гражданской платформы, а также из нескольких членов Кукиз'15. На парламентских выборах 2019 года Польская коалиция получила 30 мест в Сейме и 3 в Сенате.
На президентских выборах в 2020 году лидер партии Владислав Косиняк-Камыш получил 459 365 голосов (2,36 %) в первом туре, заняв 5-е место из 11. Перед вторым туром он поддержал Рафала Тшасковского. 
После распада Польской коалиции, PSL взяла курс на сближение с Польшей 2050 Шимона Холовни. 7 февраля 2023 года была составлена общая предвыборная программа. О создании предвыборного альянса было объявлено 27 апреля 2023 года, когда и Польская коалиция и Польша 2050 договорились о составлении общих партийных списков. Название и логотип альянса появились уже 15 мая. Несмотря на единые списки кандидатов, обе партии объявили о создании двух отдельных парламентских фракций в Сейме X созыва. После создания третьего правительства Дональда Туска, Косиняк-Камыш был назначен министром обороны, Кшиштоф Пашик — министром развития и технологий, Дариуш Климчак — министром инфраструктуры, Чеслав Сикерский — министром сельского хозяйства.  
На президентских выборах 2025 года Польская народная партия впервые в истории не выдвинула собственного кандидата. Вместо этого, партия поддержала поддержала кандидатуру Шимона Холовни — единого кандидата коалиции «Третий путь». После поражения Холовни в первом туре выборов, ПНП выразила поддержку Рафалу Тшасковскому, занявшему в первом туре первое место.
17 июня 2025 года руководство партии приняло решение о роспуске коалиции «Третий путь» из-за низкой поддержи: по состоянию на июнь 2025 года рейтинг альянса составлял 4%, в то время как заградительный барьер для коалиций на парламентских выборах составляет 8%. Несмотря на официальный роспуска коалиции, Польская народная партия и Польша 2050 продолжают формировать совместную фракцию в Сенате и органах местного самоуправления.

## Идеология
На момент основания в 1990-е годы программа партии основывалась на принципах социал-демократии и аграрного социализма. До 2008 года партия также активно выступала против либерализма, характеризуя его как «примитивный социал-дарвинизм» и предостерегая против построения либерального государства, в котором «люди подчинены рынку».
Идеология Польской народной партии начала смещаться вправо после прихода к власти коалиции национал-консервативной партии «Право и справедливость», национал-католической Лиги польских семей и аграрно-социалистической «Самообороны». PSL в то время начала активное сотрудничество с праволиберальной «Гражданской платформой», от которой испытала существенное влияние. Основу идеологии партии в то время составлял т.н. неоаграризм, выдвигающий в экономике на первый план развитие сельского хозяйства и интересы сельского населения, а в социальной политике —  учение Католической церкви.
Начиная с 2010-х годов основу идеологии Польской народной партии составляет либеральный консерватизм и христианская демократия. Партия не поддерживает смертную казнь как высшую меру наказания, легализации лёгких наркотиков, однополых браков и эвтаназии. Как результат сотрудничества с партией «Кукиз’15» с 2019 года программа Польской народной партии включает принципы прямой демократии, выступая за введение одномандатных избирательных округов, электронного голосования и обязательное проведение референдумов по особо важным вопросам, включая либерализацию права на аборт.
Начиная с 2015 года, когда партию возглавил Владислав Косиняк-Камыш, партия отошла от исторической традиции аграризма: по словам Косиняка-Камыша Польская народная партия должна быть «всеобщей» а не только сельской, и постепенно склоняется в сторону экономического либерализма, с целью получить голоса потенциальных избирателей из крупных городов. В нынешней программе партии нет упоминаний аграризма, ее экономические постулаты прежде всего ориентированы на поддержку малого и среднего бизнеса, а партия отказалась от аграрной традиции и создаёт имидж консервативного крыла правящей коалиции во главе с Дональдом Туском.

## Электоральная история

### Парламентские выборы
| Выборы | Лидер                   | Голосов                                              | %     | Мест в Сейме | Мест в Сенате | Статус    |
| ------ | ----------------------- | ---------------------------------------------------- | ----- | ------------ | ------------- | --------- |
| 1991   | Вальдемар Павляк        | 972 952                                              | 8,67  | 48 из 460    | 7 из 100      | Оппозиция |
| 1993   | Вальдемар Павляк        | 2 124 367                                            | 15,40 | 132 из 460   | 36 из 100     | Коалиция  |
| 1997   | Вальдемар Павляк        | 956 184                                              | 7,31  | 27 из 460    | 3 из 100      | Оппозиция |
| 2001   | Ярослав Калиновский     | 1 168 659                                            | 8,98  | 42 из 460    | 4 из 100      | Оппозиция |
| 2005   | Вальдемар Павляк        | 821 656                                              | 6,96  | 25 из 460    | 2 из 100      | Оппозиция |
| 2007   | Вальдемар Павляк        | 1 437 638                                            | 8,91  | 31 из 460    | 0 из 100      | Коалиция  |
| 2011   | Вальдемар Павляк        | 1 201 628                                            | 8,36  | 28 из 460    | 2 из 100      | Коалиция  |
| 2015   | Януш Пехоциньский       | 779 875                                              | 5,13  | 16 из 460    | 1 из 100      | Оппозиция |
| 2019   | Владислав Косиняк-Камыш | 972 339                                              | 5,26  | 19 из 460    | 2 из 100      | Оппозиция |
| 2019   | Владислав Косиняк-Камыш | Как часть «Польской коалиции», получившей 30 мест    |       |              |               |           |
| 2023   | Владислав Косиняк-Камыш | 1 189 629                                            | 5,51  | 28 из 460    | 4 из 100      | Коалиция  |
| 2023   | Владислав Косиняк-Камыш | Как часть коалиции «Третий путь», получившей 65 мест |       |              |               |           |

### Европейские выборы
| Выборы | Лидер                   | Голосов                                               | %    | Мест    | Фракция |
| ------ | ----------------------- | ----------------------------------------------------- | ---- | ------- | ------- |
| 2004   | Януш Войцеховский       | 386 340                                               | 6,34 | 4 из 54 | EPP-ED  |
| 2009   | Вальдемар Павляк        | 516 146                                               | 7,01 | 3 из 50 | EPP     |
| 2014   | Януш Пехоциньский       | 480 846                                               | 7,18 | 4 из 51 | EPP     |
| 2019   | Владислав Косиняк-Камыш | 617 772                                               | 4,53 | 3 из 52 | EPP     |
| 2019   | Владислав Косиняк-Камыш | Как часть «Европейской коалиции», получившей 22 места |      |         |         |
| 2024   | Владислав Косиняк-Камыш | 366 901                                               | 3,12 | 2 из 53 | EPP     |
| 2024   | Владислав Косиняк-Камыш | Как часть коалиции «Третий путь», получившей 3 места  |      |         |         |

### Президентские выборы
| Выборы | Кандидат                  | 1-й тур   | 1-й тур | 2-й тур | 2-й тур | Результат |
| Выборы | Кандидат                  | Голосов   | %       | Голосов | %       | Результат |
| ------ | ------------------------- | --------- | ------- | ------- | ------- | --------- |
| 1990   | Роман Бартоще             | 1 176 175 | 7,15    |         |         | Поражение |
| 1995   | Вальдемар Павляк          | 770 419   | 4,31    |         |         | Поражение |
| 2000   | Ярослав Калиновский       | 1 047 949 | 5,95    |         |         | Поражение |
| 2005   | Ярослав Калиновский       | 269 316   | 1,80    |         |         | Поражение |
| 2010   | Вальдемар Павляк          | 294 273   | 1,75    |         |         | Поражение |
| 2015   | Адам Ярубас               | 238 761   | 1,60    |         |         | Поражение |
| 2020   | Владислав Косиняк-Камыш   | 459 365   | 2,36    |         |         | Поражение |
| 2025   | Шимон Холовня (поддержан) | 978 901   | 4,99    |         |         | Поражение |